# فرونشست ناشی از آب‌های زیرزمینی

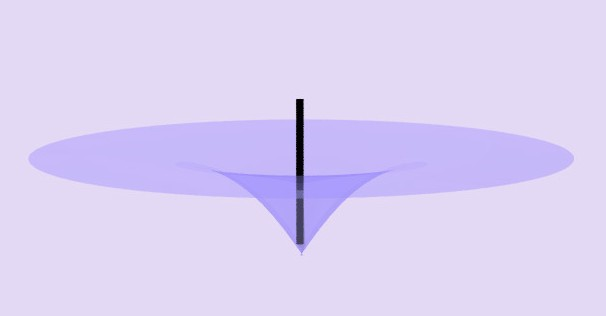
افت سطح آب زیرزمینی

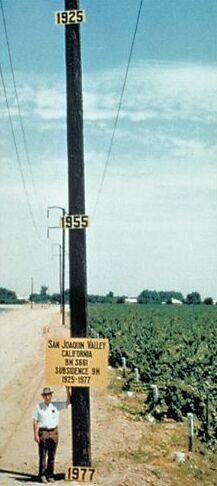
تغییر سطح درهٔ سن‌واکین

فرونشست ناشی از آب‌های زیرزمینی، فرونشست (یا فرورفتگی) زمین ناشی از استخراج آب‌های زیرزمینی است. این یک مشکل در حال رشد در جهان در حال توسعه است که در نتیجهٔ افزایش جمعیت در شهرها و در پی آن افزایش مصرف آب، و در عین حال عدم وجود ضوابط و قواعد اجباری در مورد استخراج و پمپاژ آب‌های زیرزمینی است. بر اساس ارزیابی‌ها، ۸۰٪ از مشکلات جدی فرونشست زمین در آمریکا، در ارتباط با استخراج بیش از حد آب‌های زیرزمینی است و آن را به یک مشکل در حال رشد در سراسر جهان تبدیل می‌کند.
آب زیرزمینی را می‌توان یکی از آخرین منابع آزاد در نظر گرفت، زیرا هر کسی که توانایی حفاری را دارد، معمولاً صرفاً با توجه به توانایی پمپاژ (بسته به مقررات محلی) می‌تواند آب را بیرون بکشد. با این حال، همان‌طور که در شکل دیده می‌شود، پمپاژ آب باعث افت سطح آب‌های زیرزمینی در اطراف محل چاه پمپاژ آب می‌شود. این امر در نهایت می‌تواند منطقهٔ بزرگی را تحت تأثیر قرار دهد؛ زیرا با پایین رفتن سطح آب زیرزمینی، سطح پمپاژ آب عمیق شده و در نتیجه استخراج آب مشکل‌تر و گران‌تر خواهد شد؛ بنابراین، استخراج آب‌های زیرزمینی به یک تراژدی عمومی تبدیل می‌شود و نتیجهٔ آن اثرات جانبی اقتصادی است.

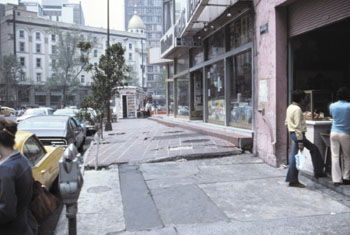
فرونشست در مکزیک

مناطق خشک جهان برای رشد جمعیت و کشاورزی نیاز به آب بیشتری دارد. در درهٔ سن‌واکین ایالات متحده، پمپاژ آب‌های زیرزمینی برای محصولات زراعی نسل‌ها ادامه داشته است. این امر باعث شده است که کل دره، همان‌طور که در شکل نشان داده شده است میزان فرونشست بسیار زیادی داشته باشد. این تغییرات بدون عواقب نبوده است. هرگونه تغییر در مقیاس بزرگ توپوگرافی، هر چقدر هم که کند به نظر برسد، این پتانسیل را دارد که هیدرولوژی سطح آب را به شدت تغییر دهد. این اتفاق در درهٔ سن‌واکین و سایر مناطق جهان، مانند نیواورلئان و بانکوک رخ داده است. این مناطق به دلیل فرونشینی ناشی از برداشت آب‌های زیرزمینی، اکنون در معرض جاری شدن شدید سیل قرار دارد. فرونشست کل، معمولاً با نقشه‌برداری و پایش و اندازه‌گیری GPS رقوم سطح تعیین می‌شود. تأثیر بالقوه بر روی سفره‌های آب و سایر مخاطرات حاصل از آن بر روی زمین مانند شکاف را می‌توان از طریق مطالعات و مدل‌های طولانی مدت هیدرولوژیکی ارزیابی کرد.
فرونشست ناشی از آب‌های زیرزمینی اغلب منجر به خسارت عمدهٔ مناطق شهری می‌شود. در مکزیکوسیتی، ساختمان‌ها نشست کرده که باعث ترک‌خوردگی، کج شدن و سایر خسارات اساسی می‌شود. در بسیاری از مکان‌ها، گودال‌های بزرگ و همچنین حفره‌های سطحی باز می‌شوند. خسارت ناشی از طوفان کاترینا به‌دلیل فرورفتگی ساحلی، که با برداشت آب‌های زیرزمینی همراه بود، تشدید شد.
علت تغییرات طولانی مدت سطح زمین مرتبط با این پدیده کاملاً مشهور است. همان‌طور که در شکل USGS نشان داده شده است، سفره‌های آب غالباً با لایه‌های قابل تراکم سیلت یا خاک رس همراه هستند.

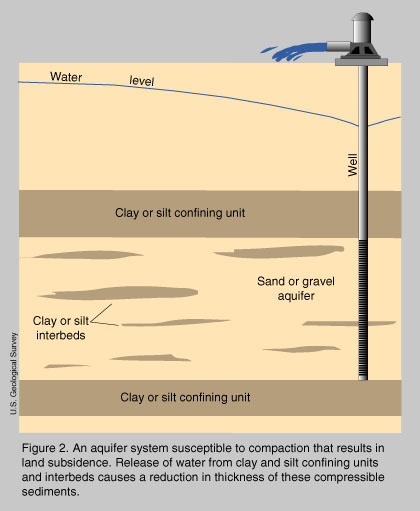
۱۲۲×۱۲۲ پیکسل

هنگامی که آب‌های زیرزمینی توسط پمپ خارج می‌شود، تنش مؤثر تغییر می‌کند که باعث تحکیم رسوبات می‌شود که غالباً غیرقابل برگشت است؛ بنابراین، حجم کل سیلت‌ها و رس‌ها کاهش می‌یابد و در نتیجه سطح زمین پایین می‌آید. در صورتی که اختلاف نشست نسبی وجود داشته باشد یا خصوصیاتی در مقیاس بزرگ مانند گودال‌ها و شکاف‌ها وجود داشته باشد، آسیب در سطح زمین بسیار بیشتر خواهد بود.
فشردگی سفرهٔ آب همراه با فرونشست زمین ناشی از پمپاژ، یک نگرانی مهم است. بخش زیادی از پتانسیل ذخیرهٔ آب‌های زیرزمینی بسیاری از سفره‌های آب می‌تواند به میزان قابل توجهی کاهش یابد که استخراج طولانی مدت آب زیرزمینی، و در نتیجه افت سطح زیرزمینی حاصل از آن، باعث تراکم دائمی لایه‌های رسوبی دانه‌ریز (سیلت و رس) می‌شود. یک مطالعه در منطقهٔ خشک کشاورزی آریزونا نشان داد، حتی با ترمیم سطح آب به میزان ۱۰۰ فوت، پس از توقف پمپاژ آب‌های زیرزمینی، سطح زمین برای دهه‌ها همچنان فرونشست می‌کند. این نتیجه‌ای از ادامهٔ آبگیری آب‌های زیرزمینی لایه‌های ناتراوا (لایه‌های دانه‌ریز که سرعت حرکت آب‌های زیرزمینی در آن‌ها کند است) است که ناشی از تنش‌های ذکر شده در بند قبلی است.
تنها روش شناخته شده برای جلوگیری از این شرایط، کاهش پمپاژ آب‌های زیرزمینی است که در هنگام داشتن مالکیت چاه‌های آب توسط بسیاری از مردم، اجرای آن بسیار دشوار است. تلاش‌ها برای شارژ مستقیم سفره‌های آبدار در حال انجام است اما این ایده هنوز در مراحل اولیه است. 

## مناطق عمده تحت تأثیر قرار گرفته
مناطق عمده‌ای که تحت تأثیر استخراج آب‌های زیرزمینی فرونشست داشته‌اند شامل درهٔ سن‌واکین در کالیفرنیا، آریزونای مرکزی،  مکزیکوسیتی، و جاکارتا، اندونزی هستند.